# Magyarországi közterületi művészeti alkotások listája
| Fotó |                                      | Megnevezés                                                    | Elhelyezkedés | Leírás                                                                                |
| ---- | ------------------------------------ | ------------------------------------------------------------- | --- | ------------------------------------------------------------------------------------- |
| 1    | Fájl feltöltése                      | Magyarok Védasszonya Típus: szobor Köztérkép-azonosító: 21857 | 6720 Szeged, Dóm tér 13. é. sz. 46,248736°, k. h. 20,148995°46.248736°N 20.148995°E A Fogadalmi templom főhomlokzatán látható. | - alkotó: Tóth István (szobrász, 1861–1934) - avatás ideje: 1930 Ez a mű leírása lesz |
|      | Bővebben: Fogadalmi templom (Szeged) |                                                               | |                                                                                       |